# Doença de Fox-Fordyce
A doença de Fox-Fordyce, ou miliária apócrina, é um entupimento crônico dos ductos das glândulas sudoríparas apócrinas com uma resposta inflamatória secundária, não bacterial, às secreções e fragmentos celulares nos cistos. A hidrosadenite é uma doença muito semelhante mas tende a apresentar uma infecção bacterial secundária. É uma enfermidade de pele devastadora que ainda não possui tratamento para todos os casos.

## Epônimo
O nome é uma homenagem a George Henry Fox e John Fordyce.

## Tratamento
O tratamento básico é a remoção cirúrgica do tecido de pele que contém as glândulas sebáceas afetadas. A Terapia de Irradiação também pode ser usada e antibióticos são usados contra as inflamações.
Nenhum tratamento é exigido para os grânulos de Fordyce, exceto a remoção de lesões labiais por razões estéticas. As glândulas inflamadas podem ser tratadas topicamente com clindamicina. Quando extraídas cirurgicamente não há reincidência. Transformação neoplástica é muito rara mas tem sido relatada.